# Niphogeton dissecta
Niphogeton dissecta är en flockblommig växtart som först beskrevs av George Bentham, och fick sitt nu gällande namn av James Francis Macbride. Niphogeton dissecta ingår i släktet Niphogeton och familjen flockblommiga växter. Inga underarter finns listade i Catalogue of Life.